# 梅诺尔赛姆
梅诺尔赛姆（法語：Maennolsheim，法語發音：[mɛnɔlsaim] ⓘ）是法国下莱茵省的一个市镇，属于萨韦尔讷区。

## 地理
梅诺尔赛姆（48°41'59"N, 7°27'46"E）面积2.74 平方千米，位于法国大東部大區下莱茵省，该省份为法国大陆部分最东部的省份，是阿尔萨斯的一部分，今与上莱茵省组成了阿尔萨斯欧洲集体，其南至上莱茵省，西南接孚日省和默尔特-摩泽尔省，西接摩泽尔省，北与德国接壤。
与梅诺尔赛姆接壤的市镇（或旧市镇、城区）包括：弗里多尔赛姆、克兰戈埃夫、朗代尔桑、韦斯图斯马尔穆捷、沃尔沙伊姆。
梅诺尔赛姆的时区为UTC+01:00、UTC+02:00（夏令时）。

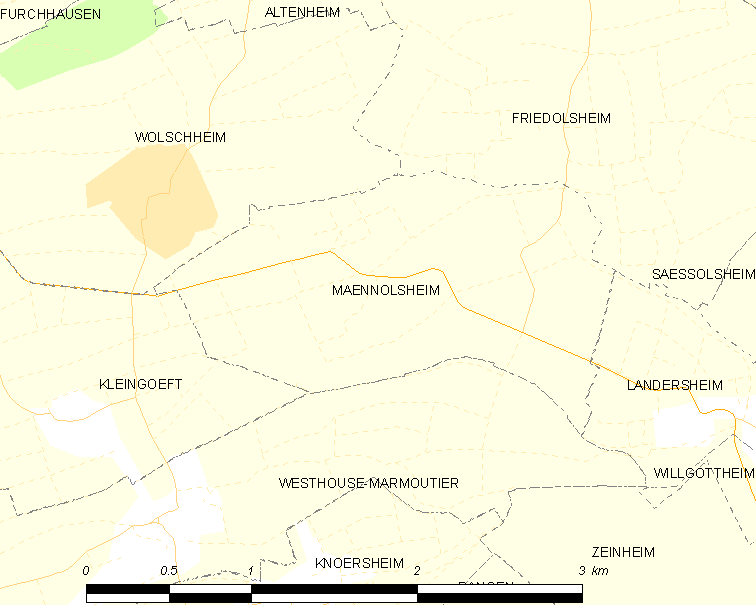
梅诺尔赛姆的OSM定位图

## 行政
梅诺尔赛姆的邮政编码为67700，INSEE市镇编码为67279。

## 政治
梅诺尔赛姆所属的省级选区为萨韦尔讷县。

## 人口

1962-2008年间梅诺尔赛姆人口变化图示

梅诺尔赛姆于2022年1月1日时的人口数量为239人。